# Понедельник (Секретные материалы)
«Понедельник» (англ. «Monday (The X-Files)») — 14-й эпизод 6-го сезона сериала «Секретные материалы». Премьера состоялась 28 февраля 1999 года на телеканале FOX. Эпизод принадлежат к типу «монстр недели» и никак не связан с основной «мифологией сериала», заданной в первой серии. Режиссёр — Ким Мэннэрс, автор сценария — Винс Гиллиган, приглашённые звёзды — Митч Пиледжи, Кэрри Хэмилтон, Даррен Э. Берроуз.
В США серия получила рейтинг домохозяйств Нильсена, равный 10,2, который означает, что в день выхода серию посмотрели 16,7 миллиона человек.
Главные герои серии — Фокс Малдер (Дэвид Духовны) и Дана Скалли (Джиллиан Андерсон), агенты ФБР, расследующие сложно поддающиеся научному объяснению преступления, называемые Секретными материалами.

## Сюжет
В данном эпизоде мир в ловушке временной петли, и только одна женщина, по имени Пэм (Кэрри Хэмилтон), знает об этом. Каждый день события, которые происходят, незначительно отличаются. Ограбление банка совершается снова и снова, и, в конечном итоге, взрыв здания не предотвращается. Так или иначе, Малдер и Скалли оказываются в ловушке в центре событий.